# Sulvanita
La sulvanita es un mineral de la clase de los minerales sulfuros. Fue descubierta en 1900 en Burra, en el estado de Australia Meridional (Australia), siendo nombrada así por su composición -sulfuro y vanadio-.

## Características químicas
Es un sulfuro de cobre y vanadio.
Forma una serie de solución sólida con la arsenosulvanita (Cu12VAs3S16) -aunque ésta no está considerado como mineral válido-, en la que la sustitución gradual del azufre por arsénico va dando los distintos minerales de la serie.
Además de los elementos de su fórmula, suele llevar como impurezas: arsénico, cinc y mayor cantidad de cobre.

## Formación y yacimientos
Aparece en yacimientos hidrotermales de minerales del cobre conteniendo vanadio, formado como un sulfuro primario.
Suele encontrarse asociado a otros minerales como: calcopirita, calcocita, digenita, covellina, crisocola, malaquita, azurita, atacamita, vesignieíta, mottramita, yeso, yushkinita, esfalerita cádmica o fluorita.